# Budynek Zespołu Szkół Plastycznych w Bydgoszczy
Budynek Zespołu Szkół Plastycznych w Bydgoszczy – zabytkowy budynek oświatowy, położony przy ul. Konarskiego 2 w Bydgoszczy.

## Położenie
Budynek znajduje się w centrum Bydgoszczy, we wschodniej pierzei ul. Konarskiego, naprzeciw biurowca Urzędu Wojewódzkiego.

## Historia
Budynek został wzniesiony w latach 1875–1878 dla szkoły obywatelskiej dla dziewcząt (niem. Städtische mitlere Töchterschule). Autorem projektu był miejski radca budowlany Heinrich Grüder, zaś wykonawcą robót Carl Rose. Była to elitarna szkoła ludowa, w której nauka trwała 9 lat, zaś program nauczania uwzględniał naukę języka francuskiego. Wychowanki szkoły były córkami zamożniejszych warstw mieszczańskich, mogących opłacać stosunkowo wysokie czesne. W latach 1878–1914 do szkoły uczęszczało średniorocznie 320-480 uczennic, w tym kilkadziesiąt dziewcząt pochodzenia polskiego.
Szkoła żeńska funkcjonowała w tym miejscu do 1884 r. Jej miejsce zajęła szkoła obywatelska dla chłopców (niem. Bürgerschule), która z kolei w 1911 r. została przeniesiona do nowo zbudowanego gmachu obecnego VI L.O.
Od 1920 r. w budynku mieściła się Męska Szkoła Wydziałowa dla Chłopców, której w 1928 r. nadano imię Śniadeckich. Nauka w szkole była płatna i trwała 6 lat. Na początku swojej działalności liczyła 337 uczniów, a w 1925 r. – 739. Większość uczniów pochodziła z Bydgoszczy i okolic. Duży nacisk kładziono na prace ręczne, czemu sprzyjały dobrze wyposażone pracownie przedmiotowe. Kres istnieniu szkoły położyła ustawa o ustroju szkolnictwa z 1932 r. likwidująca szkolnictwo wydziałowe. W 1935 r. placówkę połączono ze szkołą żeńską i przeniesiono do budynku przy ul. Chwytowo 16.
Od 1936 roku w opuszczonym budynku umieszczono Publiczną Szkołę Dokształcającą Zawodową nr 1. W latach 1945–1947 znajdował się tu Szpital Wojskowy, a następnie Zasadnicza Szkoła Zawodowa. W 1975 r. zlokalizowano tu Zespół Szkół Elektrycznych, a w roku 1982 istniejące od 1945 r. Państwowe Liceum Sztuk Plastycznych. Szkoła ta pod nazwą Zespół Szkół Plastycznych funkcjonuje tu do dziś (2011 r.)

## Architektura
Budynek został wzniesiony w stylu eklektyzmu historycznego opartego na antyku z przewagą elementów neorenesansowych. Jest dwupiętrowy, oparty na wysokich suterenach.
W części środkowej znajduje się wyższy ryzalit zwieńczony frontonem. Kondygnacje piętra ujęte są pilastrami toskańskimi, dźwigającymi jońskie belkowanie, zaś parter boniowany. Poszczególne części budynku nakryte są dachami dwuspadowymi.